# 2G
2G — аббревиатура для обозначения второго поколения беспроводной телефонной технологии.
Второе поколение сотовой связи 2G было запущено в коммерческую эксплуатацию по стандарту GSM в Финляндии компанией Radiolinja (сейчас является частью Elisa Oyj) в 1991. Тремя основными преимуществами сетей 2G по сравнению с предшественниками было то, что телефонные разговоры были зашифрованы с помощью цифрового шифрования; система 2G была значительно более эффективной; представила услуги передачи данных, начиная с текстовых сообщений SMS. Технология 2G позволила различным мобильным сетям предоставлять услуги, такие, как текстовые сообщения, сообщения с изображениями и MMS (мультимедийные сообщения). Технология 2G достаточно безопасна как для отправителя, так и для получателя. Все текстовые сообщения зашифрованы в цифровой вид. Это цифровое шифрование передаёт данные таким образом, что только тот приёмник, которому они предназначены, может получить их и прочитать.
После того, как технология 2G была запущена, предыдущая технология была названа 1G. В то время как радиосигналы сети 1G являются аналоговыми, радиосигналы в сетях 2G являются цифровыми. Обе системы используют цифровые сигналы для подключения к базовой станции сотовой связи (которые прослушивают телефоны) к остальной части телефонной системы.
2G была заменена следующими поколениями технологии, включая 3G, 4G и ряд промежуточных уровней; однако сеть 2G до сих пор используется во многих странах мира.

## 2G-технология
Технология 2G может быть разделена на TDMA (основана на временном разделении доступа) и CDMA (основана на кодовом разделении каналов) в зависимости от используемого типа мультиплексирования. Основными стандартами 2G являются:
- GSM (на основе TDMA), родом из Европы, но используется практически во всех странах мира на всех шести обитаемых континентах. На сегодняшний день на этот стандарт приходится около 80 % всех абонентов в мире. Более 60 операторов GSM также используют CDMA2000 в диапазоне 450 МГц (CDMA450);
- IS-95, он же CDMAOne (на основе CDMA, в США называют обычно просто CDMA), используется в Северной и Южной Америке и некоторых частях Азии. На сегодняшний день на этот стандарт приходится около 17 % всех абонентов по всему миру. Более десятка CDMA-операторов перешли на GSM, включая операторов Мексики, Индии, Австралии и Южной Кореи;
- PDC (основанный на TDMA), используется исключительно в Японии;
- iDEN (основанный на TDMA), собственная сеть, которая используется компанией Nextel в США и компанией Telus Mobility в Канаде;
- IS-136, он же D-AMPS (основанный на TDMA, в США — обычно просто TDMA), был когда-то распространён в Северной и Южной Америке, но в большинстве мигрировал в GSM.

Услуги 2G в США часто упоминаются как «услуги личных коммуникаций», или PCS.

## Ёмкость, преимущества и недостатки

### Ёмкость
Использование цифровых сигналов между гарнитурами и базовыми станциями сотовой связи увеличивает пропускную способность системы в двух ключевых направлениях:
- цифровые голосовые данные могут быть сжаты и мультиплексированы гораздо более эффективно, чем аналоговые кодировки голоса за счёт использования различных кодеков, что позволяет передавать большее количество звонков в одной полосе радиочастот;
- цифровые системы были разработаны, чтобы мобильные телефоны имели меньшее радиоизлучение. Это значит, что ячейки (площади земли) должны быть меньше, следовательно, больше ячеек будут размещены в том же объёме пространства. Это стало возможным благодаря базовым станциям сотовой связи и тому, что соответствующее оборудование стало дешевле.

### Недостатки
В менее густонаселённых районах слабый цифровой сигнал, посланный сотовым телефоном, может быть недостаточным, чтобы достичь базовой станции сотовой связи. Как правило, эта проблема возникает в 2G-системах, основанных на более высоких частотах, но данная проблема почти не затрагивает 2G-системы на низких частотах. Национальные установки сильно различаются между странами, которые диктуют, где 2G может быть развёрнут.
Можно применить общее правило: «Частота обратно пропорциональна длине волны». Аналоговый сигнал имеет гладкую кривую, в то время как цифровая кривая имеет зубчатые ступени. Это может быть как преимуществом, так и недостатком. В хороших условиях цифровой сигнал будет звучать лучше. В несколько худших условиях аналоговый сигнал не изменится, в то время как в цифровом сигнале появятся искажения. При плохих условиях цифровой сигнал выйдет из строя, звонки не будут доходить или будут неразборчивы, в то время как аналоговый медленно ухудшается, позволяет удерживать связь дольше и, по крайней мере, передаёт некоторые аудиофайлы так, что их можно разобрать.

### Преимущество
Так как цифровая телефония должна быть свободной от статических и фоновых шумов, сжатие с потерями, которое используется для достижения этой цели, снижает качество связи, а это значит, что диапазон передаваемого звука снижается. Говоря по цифровому телефону, абонент слышит меньшую тональность голоса.

## Эволюция
Сеть 2G была построена, в основном, для голосовых услуг и медленной передачи данных (технология CSD).
Скорость передачи данных — до 14,4 кБит/с.

### 2.5G (GPRS)
Аббревиатура 2.5G («второе с половиной поколение») используется для описания систем 2G, в которых реализовывались домены с коммутацией пакетов в дополнение к доменам с коммутацией каналов. Это не обязательно обеспечивает более быстрое исполнение услуг, поскольку связывание временных интервалов используется также для услуг передачи данных с коммутацией каналов (HSCSD). Первым крупным шагом в эволюции GSM к 3G было введение General Packet Radio Service (GPRS).
Сети CDMA2000 аналогично развивались за счёт внедрения 1xRTT. Сочетание этих возможностей и стало известно как 2.5G. GPRS может обеспечить скорость передачи данных от 56 кбит/с до 115 кбит/с. Он может быть использован для таких услуг, как доступ к WAP (беспроводному протоколу передачи данных), мультимедийных сообщений (MMS), а также для интернет-услуг связи, таких как электронная почта и World Wide Web Access. Как правило, в сетях GPRS плата взимается за мегабайт переданного трафика, в то время как в случае традиционной сети с коммутацией каналов плата взимается за минуту соединения, независимо от того, сколько трафика пользователь использует. 1xRTT поддерживает двунаправленные (вверх и вниз) пиковые передачи данных до 153,6 кбит/с, обеспечивая среднюю пропускную способность 80—100 кбит/с в коммерческих сетях. Она также может быть использована для WAP, SMS и услуги MMS, как и для доступа в Интернет.

### 2.75G (EDGE)
GPRS сети превратились в сети EDGE с введением 8PSK-кодирования. Enhanced Data rates for GSM Evolution (EDGE), Enhanced GPRS (EGPRS), или IMT Single Carrier (IMT-SC) является обратно совместимой цифровой мобильной технологией, которая позволяет улучшить скорость передачи данных, являясь расширением поверх GSM. EDGE была введена в сетях GSM с 2003 — первоначально фирмой Cingular (ныне AT&T) в США.
EDGE стандартизована 3GPP как часть семейства GSM, и это обновление, обеспечивающее потенциально трёхкратное увеличение мощности сетей GSM/GPRS.
Теоретическая скорость передачи данных — до 473,6 кбит/с, на практике — до 236,8 кбит/с.